# Ursus arctos isabellinus
L'orso bruno himalayano (Ursus arctos isabellinus Horsfield, 1826) è una sottospecie di orso bruno. Gli orsi bruni himalayani sono solitamente di color sabbia o bruno-rossastro. Vivono sulle colline ai piedi dell'Himalaya e nel Pakistan settentrionale, ma non si estendono oltre Dachigam e il Kashmir.
Il numero di questi orsi è sconosciuto a causa della loro rarità, ma si stima che nel parco nazionale di Deosai ne vivano 20-28 esemplari. In India il commercio internazionale di questa specie è vietato dal Wildlife Protection Act. Si crede che l'orso bruno himalayano e l'orso rosso himalayano (lo Dzu-Teh) siano alla base della leggenda dello Yeti.

## Descrizione
Un grande orso con una folta pelliccia che è spesso di colore sabbia o bruno-rossastro. La testa è grande e il corpo pesante e le gambe tozze. I maschi sono più grandi delle femmine, pesano fino a 400 kg e vanno da 150 a 230 cm di lunghezza rispetto ai 137-183 cm delle femmine di orso.

## Distribuzione
Himalaya nord-occidentale e centrale, inclusi Pakistan, India, Nepal, regione autonoma tibetana della Cina e Bhutan. Popolazioni sono presenti nel Great Himalayan National Park (Himachal Pradesh) e nel Deosai National Park, Pakistan. Può essere presente anche nel Ladakh meridionale e occidentale, nelle alte valli del Suru e dello Zanskar.

## Biologia
Questi orsi vanno in letargo intorno al mese di ottobre e ne escono fuori tra aprile e maggio. Il letargo viene solitamente trascorso in una tana o in una caverna costruita dall'orso stesso.
Gli orsi bruni himalayani sono onnivori e si nutrono di erbe, radici ed altre piante, così come di insetti e piccoli mammiferi. Questi orsi possono nutrirsi anche di mammiferi più grossi, come pecore e capre. Gli adulti vanno in cerca di cibo prima dell'alba e durante il pomeriggio.

## Ecologia
Gli orsi bruni himalayani sono diurni e, tranne durante l'accoppiamento e per le madri con cuccioli, sono solitari. L'accoppiamento avviene nei mesi di maggio e giugno con i cuccioli che nascono nella tana invernale a dicembre e gennaio. Gli orsi vanno in letargo in una grotta o in una tana scavata intorno a ottobre, emergendo in aprile o maggio.

## Conservazione
Fino al 2016, l'orso bruno himalayano era considerato a rischio di estinzione in Nepal, India, Pakistan e Kirghizistan e vulnerabile in Tagikistan e nelle montagne del Tian Shan.  La popolazione dell'Hindu Kush è piccola e isolata da quella del Karakoram e delle montagne del Pamir e dell'Himalaya del Pakistan e dell'India.
Viene ucciso per la pelliccia e gli artigli per scopi ornamentali e gli organi interni per l'uso nelle medicine. Viene ucciso dai pastori per proteggere il loro bestiame. Nell'Himachal Pradesh, la loro casa sono i santuari della fauna selvatica di Kugti e Tundah e la regione tribale di Chamba. L'albero che porta il fiore di stato dell'Himachal, il buransh, è l'habitat preferito dell'orso bruno himalayano. A causa dell'alto valore dell'albero di buransh, viene tagliato commercialmente causando un'ulteriore distruzione dell'habitat dell'orso bruno.

## Associazione con lo Yeti
"Dzu-Teh", termine nepalese, è stato anche associato alla leggenda dello Yeti , o Abominevole uomo delle nevi, con cui a volte è stato confuso o confuso. Durante la spedizione del Daily Mail Abominable Snowman del 1954, Tom Stobart incontrò un "Dzu-Teh". Lo racconta Ralph Izzard, il corrispondente del Daily Mail della spedizione, nel suo libro The Abominable Snowman Adventure  . Un'analisi del 2017 del DNA estratto da un animale mummificato che pretendeva di rappresentare uno Yeti ha dimostrato di essere stato un orso bruno himalayano.